# Ольсдорфський цвинтар
Ольсдорфский цвинтар (нім. Ohlsdorfer Friedhof, або (раніше) нім. Hauptfriedhof Ohlsdorf) — кладовище в районі Ольсдорф в Гамбурзі, найбільше кладовище-парк в світі.
Засноване в 1877 році як багатоконфесійне кладовище. Територія кладовища 391 га. Налічує понад 280 тисяч могил і півтора мільйона поховань. На кладовищі 4 в'їзду для громадського та особистого транспорту і 25 автобусних зупинок.
Кладовище-парк є значущою пам'яткою: його відвідують понад два мільйони туристів на рік. Крім величних мавзолеїв, тут є скульптури, ставки, птиці, рододендрони і музей похоронної справи.

## Відомі особистості поховані на кладовищі
- Уве Зеелер (1936—2022) — німецький футболіст